# Jared Irwin (Politiker, 1750)

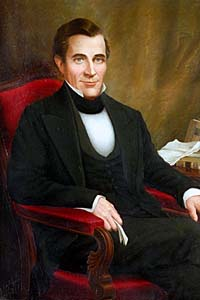
Jared Irwin

Jared Irwin (* 1750 im Mecklenburg County, Province of North Carolina; † 1. März 1818 im Washington County, Georgia) war ein britisch-amerikanischer Politiker der Demokratisch-Republikanischen Partei und zweimaliger Gouverneur des Bundesstaates Georgia.

## Frühe Jahre
Das genaue Geburtsdatum von Jared Irwin ist unbekannt; man geht aber davon aus, dass er um das Jahr 1750 geboren wurde. Im Jahr 1757 zogen seine Eltern Rebecca Lawson und Thomas Irwin in die damalige britische Kolonie Georgia. Sie ließen sich im späteren Burke County nieder, in dem der junge Jared aufwuchs. Er nahm am Unabhängigkeitskrieg (1775–1783) teil und brachte es in der amerikanischen Armee bis zum Colonel. Als Belohnung für seinen Militärdienst erhielt er 1784 von der Regierung im Washington County Land geschenkt. Die meiste Zeit seines Lebens verbrachte er in diesem Bezirk, wo er auch verschiedene öffentliche Ämter ausübte.

## Politischer Aufstieg
Nach dem Krieg wurde er Brigadegeneral in der Miliz von Georgia. 1794 vertrieb er zusammen mit General John Twiggs und 1200 Milizsoldaten Elijah Clarke, der zusammen mit einigen Siedlern Land westlich des Oconee River illegal besetzt hatte. Clarks sogenannte Trans-Oconee-Republik wurde friedlich entwaffnet und Irwin versprach allen Siedlern, die das Land freiwillig aufgaben, volle Amnestie. In den 1780er und 90er Jahren war Irwin mehrfach Abgeordneter im Parlament von Georgia. In dieser Eigenschaft war er auch Mitglied des Konvents, der 1787 die amerikanische Verfassung ratifizierte. 1789 und 1795 war er auch auf zwei Konventen bei der Ausarbeitung bzw. Überarbeitung der Verfassung des Staates Georgia maßgeblich beteiligt.

## Gouverneur von Georgia und Lebensende
Im Januar 1796 wurde er vom Parlament zum Gouverneur von Georgia gewählt. In dieser Eigenschaft musste er sich zuerst einmal mit den Vorgaben der im Vorjahr verabschiedeten neuen Verfassung beschäftigen. Ein Beschluss war die Verlegung der Hauptstadt von Augusta nach Louisville. Ein anderes Problem sollte der sogenannte Yazoo-Land-Skandal werden. Die Verfassung hatte eine zweimonatige Übergangsfrist zwischen der Amtszeit des alten Gouverneurs George Mathews und Irwins Amtsantritt verfügt. In diesen zwei Monaten wurden illegale Landverkäufe Mathews’ im westlichen Georgia aufgedeckt, die unter dem Namen Yazoo-Land-Skandal bekannt wurden. Im Februar 1796 ratifizierte das Parlament von Georgia ein Gesetz, das die Verkäufe rückgängig machte. Gouverneur Irwin setzte dieses Gesetz umgehend mit seiner Unterschrift in Kraft.
Im selben Jahr ereignete sich eine Brandkatastrophe in Savannah, bei der große Teile der Stadt, vor allem aber das Handelszentrum zerstört wurden. Irwin entsandte die Miliz, um die Bürger vor Plünderungen zu schützen. Außerdem wurde ein Teil der Steuereinnahmen aus Sklaveneinfuhren der Stadt zum Wiederaufbau zur Verfügung gestellt. Irwins erste Amtszeit endete im Januar 1798. Im weiteren Verlauf dieses Jahres wurde er Präsident eines Konvents, der die Verfassung von Georgia erneut überarbeiten sollte. Irwin wurde anschließend in den Senat von Georgia gewählt und war 1806 dessen Präsident. In dieser Eigenschaft fiel ihm am 28. September 1806 verfassungsgemäß das Amt des Gouverneurs erneut zu, als Gouverneur John Milledge von seinem Posten zurücktrat. Irwin beendete die Amtszeit seines Vorgängers und ließ sich anschließend für eine weitere Amtsperiode (1807–1809) bestätigen. 1807 stand erneut eine Verlegung der Hauptstadt an. Diesmal verlegte man den Regierungssitz von dem erst 1796 bezogenen Louisville nach Milledgeville. Diese Stadt blieb bis 1868 Hauptstadt von Georgia, ehe man dann Atlanta zur Hauptstadt machte. 1809 schied Irwin endgültig aus dem Amt des Gouverneurs. Er zog sich in sein Heim im Washington County zurück, wo er 1818 verstarb. Das Irwin County in Georgia wurde nach ihm benannt, ebenso die Orte Irwinton und Irwinville.